# Aaron Kyle
Aaron Kyle (6 de abril de 1954) é um ex-jogador profissional de futebol americano estadunidense.

## Carreira
Aaron Kyle foi campeão da temporada de 1977 da National Football League jogando pelo Dallas Cowboys.